# Bückeburg
Bückeburg est une petite ville de Basse-Saxe, Allemagne. Elle fut la capitale de la petite principauté de Schaumburg-Lippe. Elle est aujourd'hui située dans le district de Schaumbourg sur le flanc nord des montagnes Weserbergland. Ses habitants sont les Bückebourgeois.

## Histoire
| Appartenances historiques Comté de Schaumbourg 1110-1647 Comté de Schaumbourg-Lippe 1647-1807 Principauté de Schaumbourg-Lippe 1807-1918 République de Weimar 1918-1933 Reich allemand 1933-1945 Allemagne occupée 1945-1949 Allemagne 1949-présent |

Le comte Ernst von Holstein-Schaumburg lui obtient ses droits de cité en 1609. Le comte en fit alors sa résidence. Après l'abdication du dernier prince en 1918, elle demeure le chef-lieu du land indépendant de Schaumbourg-Lippe qui n'est dissous qu'en 1946.

## Politique et administration

### Jumelages
- Sablé-sur-Sarthe (France) depuis 1966
- Nieuwerkerk aan den IJssel (Pays-Bas) depuis 1974

## Culture et patrimoine

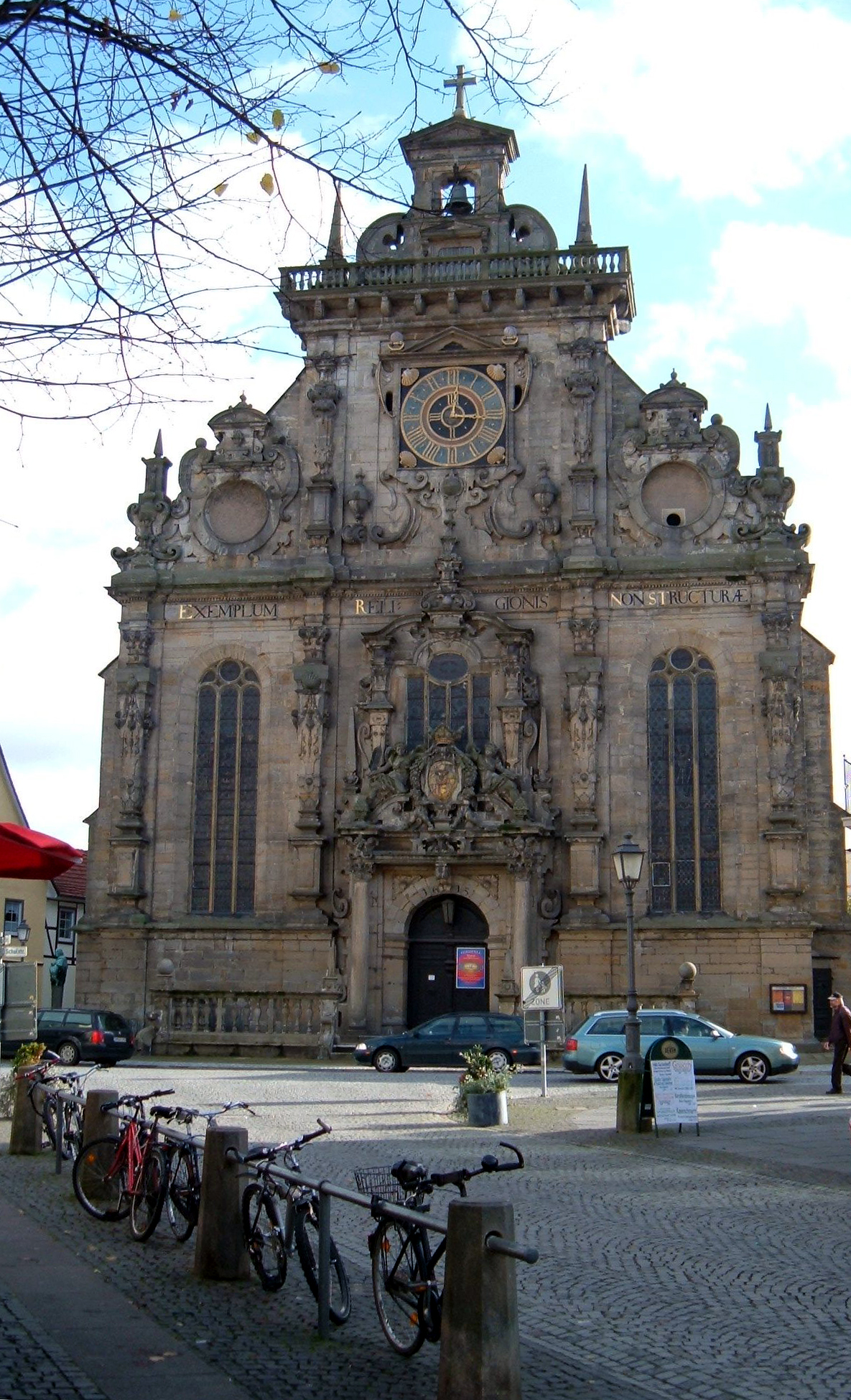
Façade de l'église de Bückeburg

### Monuments et lieux touristiques
Le château de Bückeburg (Schloss Bückeburg) était la résidence des princes de Schaumburg-Lippe depuis le XIIIe. Il compte parmi les monuments de style « Weser-Renaissance » les mieux conservés de l'Allemagne du Nord. La famille princière, qui est restée au pouvoir jusqu'en 1918, occupe toujours le château. Ce dernier, dont une partie est ouverte au public, est un haut-lieu touristique. Le bâtiment touristique couvre 700 ans avec une contribution importante des XVIe, XVIIe et XIXe siècles. L'une des anciennes maisons des gardes du château abrite le musée régional de l'histoire, de la géographie et la précieuse collection de costumes régionaux de Schaumburg-Lippe, pays des jupes rouges.
Le parc est soigneusement entretenu et est un des plus beaux de la région : il est le poumon vert de la ville. Il offre au gré des saisons des impressions chaque fois différentes et son Biergarten ombragé invite à la dégustation d'un bock de bière bien frais. Des marronniers et des tilleuls se dressent jusqu'au Mausolée.
Le mausolée situé dans le parc du château est également ouvert au public. Il fut construit en 1915 dans le style néo-romantique et ressemble au Panthéon. Sa coupole est ornée d'une mosaïque en or. Il s'agit du plus grand sépulcre du monde toujours utilisé. Il sert de coulisse à un spectacle du Moyen Âge, véritable festival de chants, de joutes et de tournois époustouflants.
Le temple protestant construit entre 1611 et 1615 est l'une des constructions les plus prestigieuses de la Weser-Renaissance. Il est ouvert au public et les guides parleront avec passion de sa façade et de son intérieur baroque, de l'orgue célèbre Compenuis, des fonts baptismaux du hollandais Adrien de Vries sans oublier Johann Gottfried Herder, le précurseur du mouvement littéraire Sturm und Drang ou du quatrième fils de Jean-Sébastien Bach, qui composa la plupart de ses œuvres à Bückeburg.
Bückeburg abrite également un musée de l'hélicoptère, abrité dans une ancienne demeure du château où l'on peut voir des dessins d'objets volants réalisés par Léonard de Vinci, ainsi que 40 hélicoptères contemporains. L'école de l'armée de l'air allemande y est également installée. Il a été réalisé sur l'initiative de l'école militaire d'aviation légère qui forme ses pilotes sur des simulateurs ultra-modernes. Une exposition de plus de 40 hélicoptères relate l'historique de la rotation de l'hélice de ses débuts jusqu'à notre époque.

## Galerie

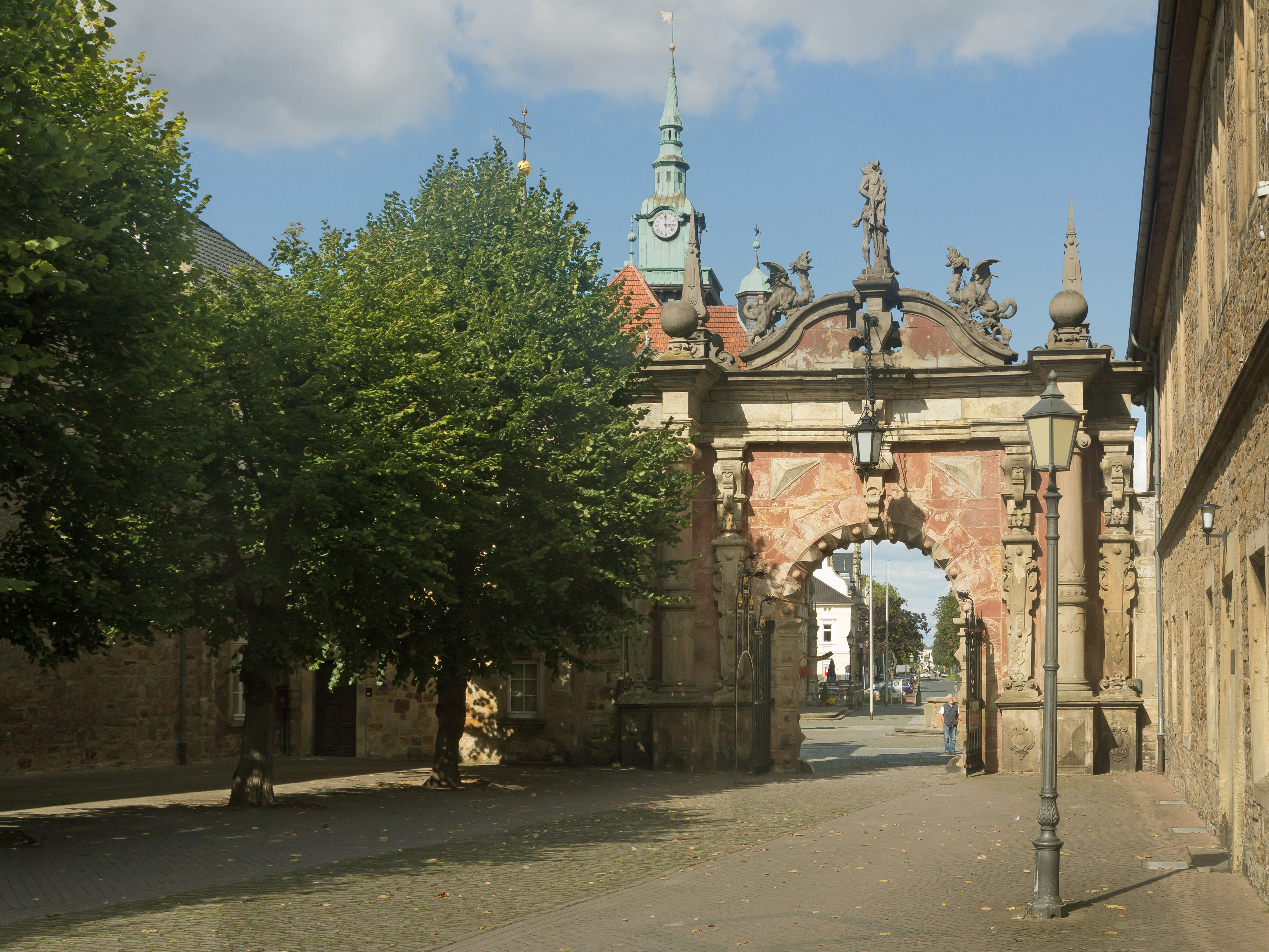
Porte : Schloss Bückeburg.
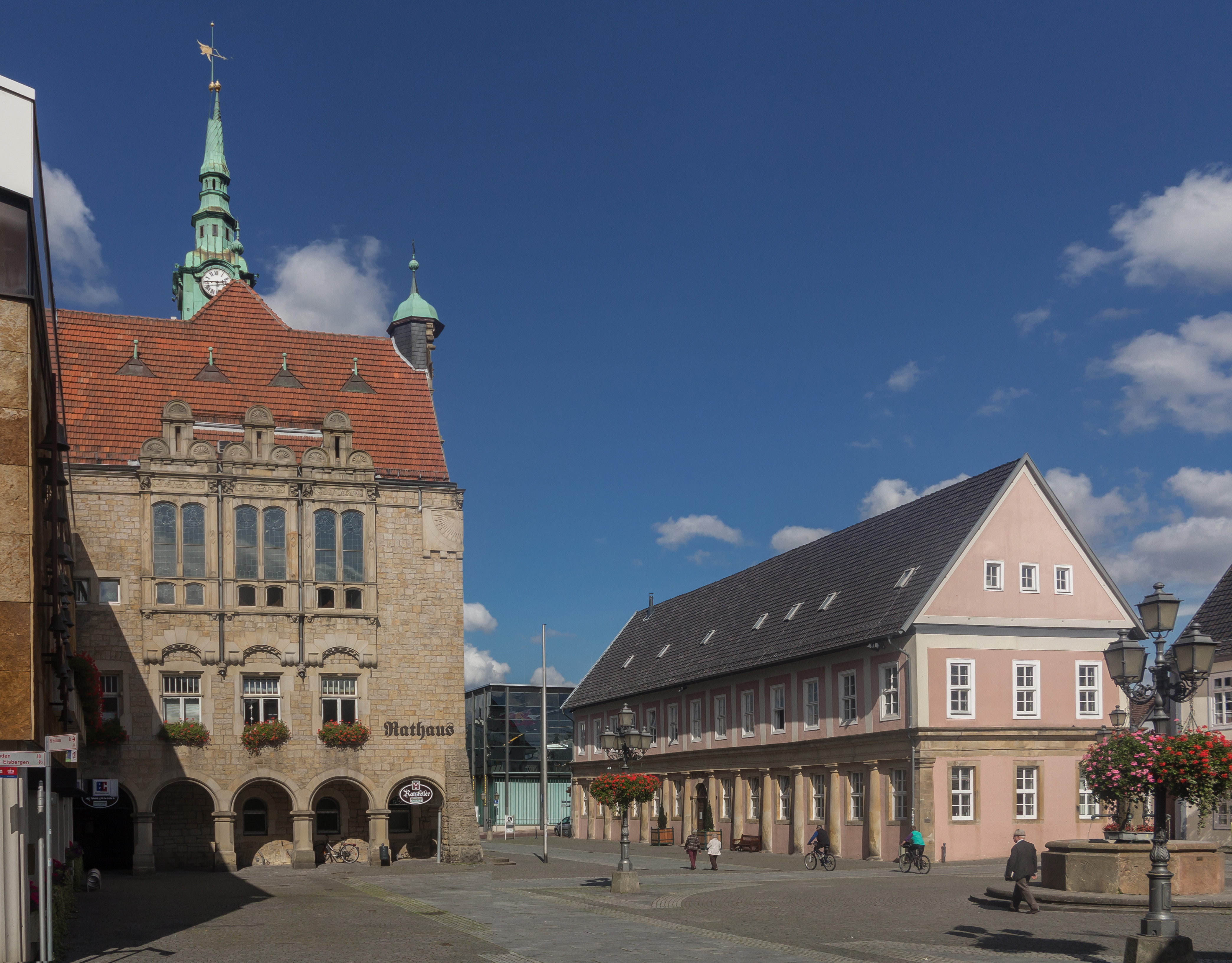
L'hôtel de ville.
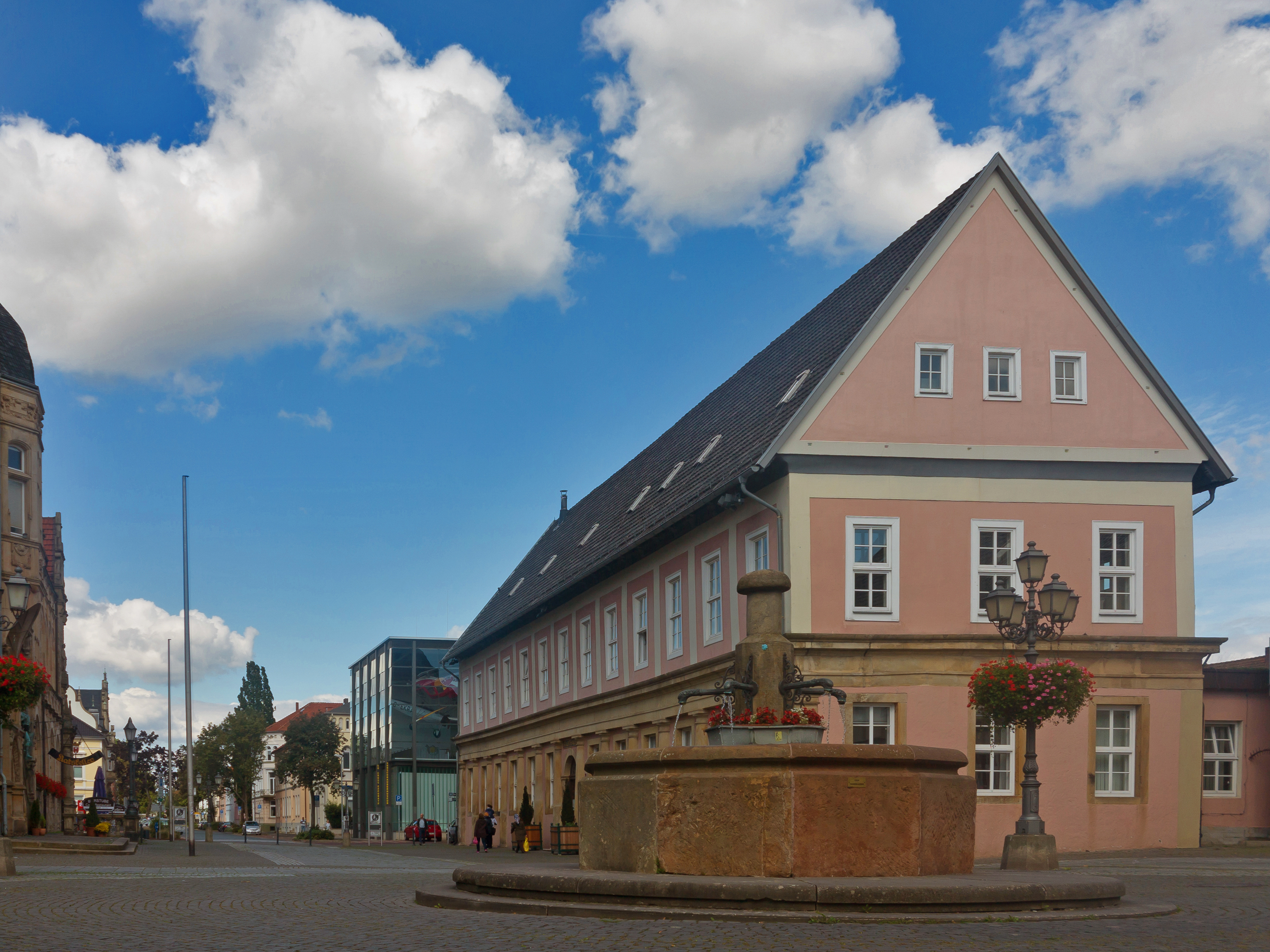
Bâtiment monumental au Marktplatz.

### Particularités
Bückeburg est le siège de l'Église protestante luthérienne de Schaumbourg-Lippe (en allemand : Evangelisch-Lutherische Landeskirche Schaumburg-Lippe), la plus petite des 20 églises membres (Landeskirche) de l'Église protestante en Allemagne (EKD), dont le territoire correspond à celui de l'ancienne principauté de Schaumbourg-Lippe.
Jusqu'à récemment, Bückeburg comptait une importante population britannique. Les maisons britanniques constituaient la banlieue de Bückeburg mais aujourd'hui leur nombre a diminué à moins de 50. La majorité des résidents britanniques de Bückeburg travaillent à l'école anglaise locale à Rinteln, la Prince Rupert School.
En 1740 et 1743, Voltaire séjournait au château. Plus tard, il immortalisait les personnages de la petite cour dans le roman Candide.
Le compositeur Johann Christoph Friedrich Bach (1732-1795), un des fils de J.S. Bach a travaillé à la cour de Bückeburg de 1751 à sa mort.
C'est à l'heure actuelle le plus grand centre de formation de pilotes d’hélicoptères en Europe. On y trouve un très grand nombre simulateurs de vol (programme NTF) et bientôt viendront s'ajouter deux simulateurs de vol du NH90.
Le château revendique l'invention de la currywurst par Ludwig Dinslage, qui officiait aux cuisines du mess des soldats anglais, en 1946.

### Personnalités liées à la commune
- Magdalena Pauli (née Poel) 1757-1825, célèbre philanthrope, est décédée à Bückeburg.

### Architecture
Près de l'Office de tourisme se trouvent des demeures patriciennes et des maisons à colombages. L'une d'elles, ancienne maison des gardes du château, abrite le musée régional de l'histoire, de la géographie, et la collection de costumes régionaux du Schaumburg-Lippe, pays des jupes rouges. Un autre sert de demeures au musée de l'hélicoptère.